# Rădoaia (okręg Bacău)
Rădoaia – wieś w Rumunii, w okręgu Bacău, w gminie Parava. W 2011 roku liczyła 747 mieszkańców.